# Clive Barker
Clive Barker (ur. 5 października 1952 w Liverpoolu) – angielski malarz, ilustrator, scenarzysta, pisarz horrorów i dark fantasy.

## Życiorys
Uczęszczał do tej samej szkoły co John Lennon, czym szczyci się w wypowiedziach. Na Uniwersytecie w Liverpoolu studiował język angielski i filozofię.
Oprócz pisarstwa zajmował się także reżyserią i produkcją filmów (m.in. pierwszy film z serii Hellraiser), sztukami wizualnymi i komiksem, napisał także scenariusze do dwóch gier komputerowych.
Na początku lat 90. publicznie ujawnił, że jest gejem. Obecnie mieszka w Los Angeles w Kalifornii wraz ze swoim partnerem, fotografem Davidem Armstrongiem, wspólnie z nim wychowując córkę Armstronga z jego poprzedniego związku.

### Cykle

#### TrylogiaKsięgi Sztuki
- 1989 – Wielkie Sekretne Widowisko (The Great and Secret Show)
- 1994 – Everville
- Trzecia część zapowiedziana

#### DylogiaGalilee
- 1998 – Galilee
- Druga część zapowiedziana

#### CyklAbarat
- 2002 – Abarat
- 2004 – Abarat: Dni magii, noce wojny (Abarat: Days of Magic, Nights of War)
- 2011 – Abarat: Asolute Midnight
- 2016 – Abarat: Kry Rising (w przygotowaniu)
- ???? – Abarat: Until The End of Time (w przygotowaniu)

### Pozostałe powieści
- 1985 – Potępieńcza gra (The Damnation Game)
- 1987 – Kobierzec (Weaveworld)
- 1988 – Cabal: Nocne plemię (Cabal)
- 1991 – Imajica – wydanie polskie w dwóch tomach jako:
  - Imajica: Piąte Dominium (Imajica: The Fifth Dominion)
  - Imajica: Pojednanie (Imajica: The Reconciliation)
- 1992 – The Thief of Always – w Polsce wydana tylko wersja komiksowa
- 1996 – Sakrament (Sacrament)
- 2001 – Wąwóz Kamiennego Serca (Coldheart Canyon: A Hollywood Ghost Story)
- 2007 – Historia pana B. (Mister B. Gone)
- 2015 – The Scarlet Gospels

### Nowele
- 1986 – Powrót z piekła (The Hellbound Heart)
- 2009 – The Adventures of Mr. Maximillian Bacchus and His Travelling Circus
- 2014 – Tortured Souls: The Legend of Primordium
- 2014 – Chiliad: A Meditation
  - Men and Sin
  - A Moment at the River's Heart

### Zbiory opowiadań
- 1984 – Księga krwi (Book of Blood Volume One)
  - Krwawa księga (The Book of Blood)
  - Nocny pociąg z mięsem (The Midnight Meat Train)
  - Yattering i Jack (The Yattering and Jack)
  - Blues świńskiej krwi (Pig Blood Blues)
  - Seks, śmierć i światło Gwiazd (Sex, Death and Starshine)
  - W górach, miastach (In the Hills, the Cities)
- 1984 – Księga krwi II (Book of Blood Volume Two)
  - Lęk (Dread)
  - Piekielna konkurencja (Hell's Event)
  - Jacqueline Ess: Jej wola i testament (Jacqueline Ess: Her Will And Testament)
  - Skóry ojców (The Skins of the Fathers)
  - Nowe Morderstwa Przy Rue Morgue (New Murders in the Rue Morgue)
- 1984 – Księga krwi III (Book of Blood Volume Three)
  - Syn celuloidu (Son of Celluloid)
  - Król trupiogłowy (Rawhead Rex)
  - Pornografia i całun (Confessions of a (Pornographer's) Shroud)
  - Kozły ofiarne (Scape-Goats)
  - Cień człowieka (Human Remains)
- 1986 – Księga krwi IV (Book of Blood Volume Four również jako The Inhuman Condition)
  - Polityka ciała (The Body Politic)
  - Węzły śmierci i życia (The Inhuman Condition)
  - Objawienia (Revelations)
  - Precz Szatanie! (Down, Satan!)
  - Era żądzy (The Age Of Desire)
- 1986 – Księga krwi V (Book of Blood Volume Five również jako In the Flesh)
  - Zakazany (The Forbidden)
  - Madonna (The Madonna)
  - Dzieci krzyku (Babel's Children)
  - W ciele (In The Flesh)
- 1986 – Księga krwi VI (Book of Blood Volume Six)
  - Życie Śmierci (The Life of Death)
  - Zmierzch w cieniu wież (Twilight At The Towers)
  - Krew grabieżców (How Spoilers Bleed)
  - Ostatnia sztuczka (The Last Illusion)
  - Przy Jerusalem Street: Prolog (On Jerusalem Street: A Postscript)
- 2000 – The Essential Clive Barker: Selected Fiction (wybór najlepszych dzieł Barkera)
- 2013 – Clive Barker's First Tales
  - The Wood on the Hill
  - The Candle in the Cloud (nowela)
- 2015 – Tonight, Again: Tales of Love, Lust, and Everything in Between
  - Tonight, Again
  - I Love You
  - Craw: a Fable
  - Afraid
  - Moved
  - I Imagine You
  - If the Pen is the Penis
  - Touch the Rod
  - Martha
  - Tit
  - The Freaks
  - Cruelty
  - Dollie
  - The Collection
  - What May Not Be Shown
  - Two Views from a Window
  - Men in the Aisles of Supermarkets
  - A Blessing
  - Unrequited
  - Inside Out (Wasteland)
  - Another Genesis
  - I Have My Art
  - Whistling in the Dark
  - The Common Flesh
  - Aurora
  - Mr. Fred Coady Professes His Undying Love for His Little Sylvia
  - The Phone Call
  - The Multitude
  - A Monster Lies in Wait
  - An Incident at the Nunnery
  - The Genius of Denny Dan

### Inne
- 1990 – Clive Barker, Illustrator (zbiór ilustracji i obrazów)
- 1992 – Illustrator II: The Art of Clive Barker (zbiór ilustracji i obrazów)
- 1995 – Incarnations: Three Plays (zbiór sztuk teatralnych)
  - Incarnations: Colossus
  - Frankenstein in Love, or the Life of Death
  - The History of the Devil, or Scenes from a Pretended Life
- 1996 – Forms of Heaven: Three Plays (zbiór sztuk teatralnych)
  - Crazyface
  - Paradise Street
  - Subtle Bodies
- 2005 – Visions of Heaven and Hell (zbiór ilustracji i obrazów)
- 2009 – The Painter, The Creature and The Father of Lies: Essays by Clive Barker (zbiór esejów)

## Filmografia

### Reżyseria

#### Filmy
- 1987 – Hellraiser: Wysłannik piekieł (Hellraiser)
- 1990 – Nocne plemię (Stowarzyszenie umarłych dusz, Nightbreed)
- 1995 – Władca iluzji (Lord of Illusions)

#### Filmy krótkometrażowe
- 1973 – Salome
- 1978 – The Forbidden

#### Teledyski
- 1992 – Motörhead – "Hellraiser"

### Scenariusz
- 1973 – Salome
- 1978 – The Forbidden
- 1985 – Underworld
- 1986 – Król Trupiogłowy (Rawhead Rex)
- 1987 – Hellraiser: Wysłannik piekieł (Hellraiser)
- 1987 – Opowieści z ciemnej strony (Tales from the Darkside)
  - The Yattering and Jack
- 1990 – Nocne plemię (Stowarzyszenie umarłych dusz, Nightbreed)
- 1995 – Władca iluzji (Lord of Illusions)
- 1997 – Autostrada strachu (Quicksilver Highway)
- 2002 – Święty grzesznik (Saint Sinner)
- 2006 – Mistrzowie horroru (Masters of Horror)
  - Valerie na schodach (Valerie on the Stairs)
  - Opowieść Haeckela (Haeckel's Tale)
- 2008 – Nocny pociąg z mięsem (The Midnight Meat Train)
- 2009 – Księga krwi (Book of Blood)
- 2009 – Lęk (Dread)

## Scenariusze do gier komputerowych
- 2001 – Clive Barker's Undying
- 2007 – Clive Barker's Jericho